# Sycon raphanus
Sycon raphanus is een sponssoort in de taxonomische indeling van de kalksponzen (Calcarea). De spons leeft in de zee en zijn parenchym bestaat uit calciumcarbonaat.
De spons behoort tot het geslacht Sycon en behoort tot de familie Sycettidae. De wetenschappelijke naam van de soort werd voor het eerst geldig gepubliceerd in 1862 door Schmidt.

## Uiterlijke kenmerken
Dit tonvormige sponsje kan tot 2 centimeter hoog worden en heeft een uitstekende ring van borstelachtige spicula rond de uitstroomopening. Het harige uiterlijk wordt veroorzaakt door meer spicula.
Over het algemeen zit de spons vast aan het substraat met een klein steeltje. Sycon raphanus heeft een witte of bruine kleur.

## Verspreiding
De spons kan gevonden worden in ondiep water waar ze vastgehecht zitten op zeewieren en zeegrassen.
Hij komt voor in de Middellandse Zee.